# Ourapteryx obtusicauda
Ourapteryx obtusicauda är en fjärilsart som beskrevs av W. Warren 1894. Ourapteryx obtusicauda ingår i släktet Ourapteryx och familjen mätare. Inga underarter finns listade i Catalogue of Life.